# استیو کوک
استیو کوک (انگلیسی: Steve Cook؛ زادهٔ ۱۹ آوریل ۱۹۹۱) ورزشکار اهل بریتانیا است که برای باشگاه ناتینگهام فارست بازی می‌کند.
از باشگاه‌هایی که در آن بازی کرده‌است می‌توان به باشگاه فوتبال ای. اف. سی بورنموث، باشگاه فوتبال منزفیلد تاون، باشگاه فوتبال برایتون و هاو آلبیون، باشگاه فوتبال هاوانت و واترلوویل، باشگاه فوتبال ایستلی، باشگاه فوتبال ایست‌بورن بورو و باشگاه فوتبال ای. اف. سی بورنموث اشاره کرد.